# Compagnia della lucertola
La Compagnia della lucertola (in tedesco: Eidechsenbund; in polacco: Związek Jaszczurczy) fu un'organizzazione di nobili e cavalieri prussiani fondata nella Terra di Chełmno (Culmerland) nel 1397. Il suo obiettivo dichiarato era combattere l'illegalità ma in realtà perseguiva l'obbiettivo di staccare la Terra di Chełmno dai territori dell'Ordine Teutonico per unirsi alla Polonia.
L'unione fu fondata da Nicholas von Renys, Jan di Pułkow, Frederick di Kitnow e Nicholas di Kitnow. Prese il nome dal suo emblema, una lucertola (tedesco: eyne eydechse), e ampliò la sua influenza ad altre province. Durante la battaglia di Grunwald nel 1410, Nicholas von Renys portò lo stendardo delle truppe di Culmerland per l'Ordine Teutonico, ma abbassò prematuramente lo stendardo, che era considerato un segnale per la ritirata. Alcuni cronisti dell'epoca affermarono che ciò contribuì alla sconfitta dei Cavalieri, resa popolare dalla tesi di Heinrich von Treitschke di Das deutsche ordensland Preussen ma priva di supporto storico. È anche possibile che von Reyns non abbia abbassato intenzionalmente lo stendardo in anticipo e che si sia spostato fuori dalla vista o che sia caduto quando chi lo portava fu ucciso. Dopo la sconfitta a Grunwald, l'Ordine cercò di usare la Compagnia della lucertola come capro espiatorio; si credeva anche che la Compagnia fosse autrice dei messaggi inviati da Chełmno che consigliavano la resa dell'Ordine, quando all'epoca la sua capitale Marienburg si trovava soggetta all'assedio polacco.
Renys fu giustiziato dall'Ordine dopo la guerra, costringendo i restanti membri della Compagnia della lucertola a fuggire in Polonia. L'Unione fu dichiarata illegale da Papa Gregorio XII e dall'imperatore Sigismondo, e successivamente sciolta. Gettò le basi, tuttavia, per la successiva Confederazione Prussiana che richiese l'annessione dello Stato monastico dei Cavalieri Teutonici alla Polonia nel 1454.